# Krystyna Marty

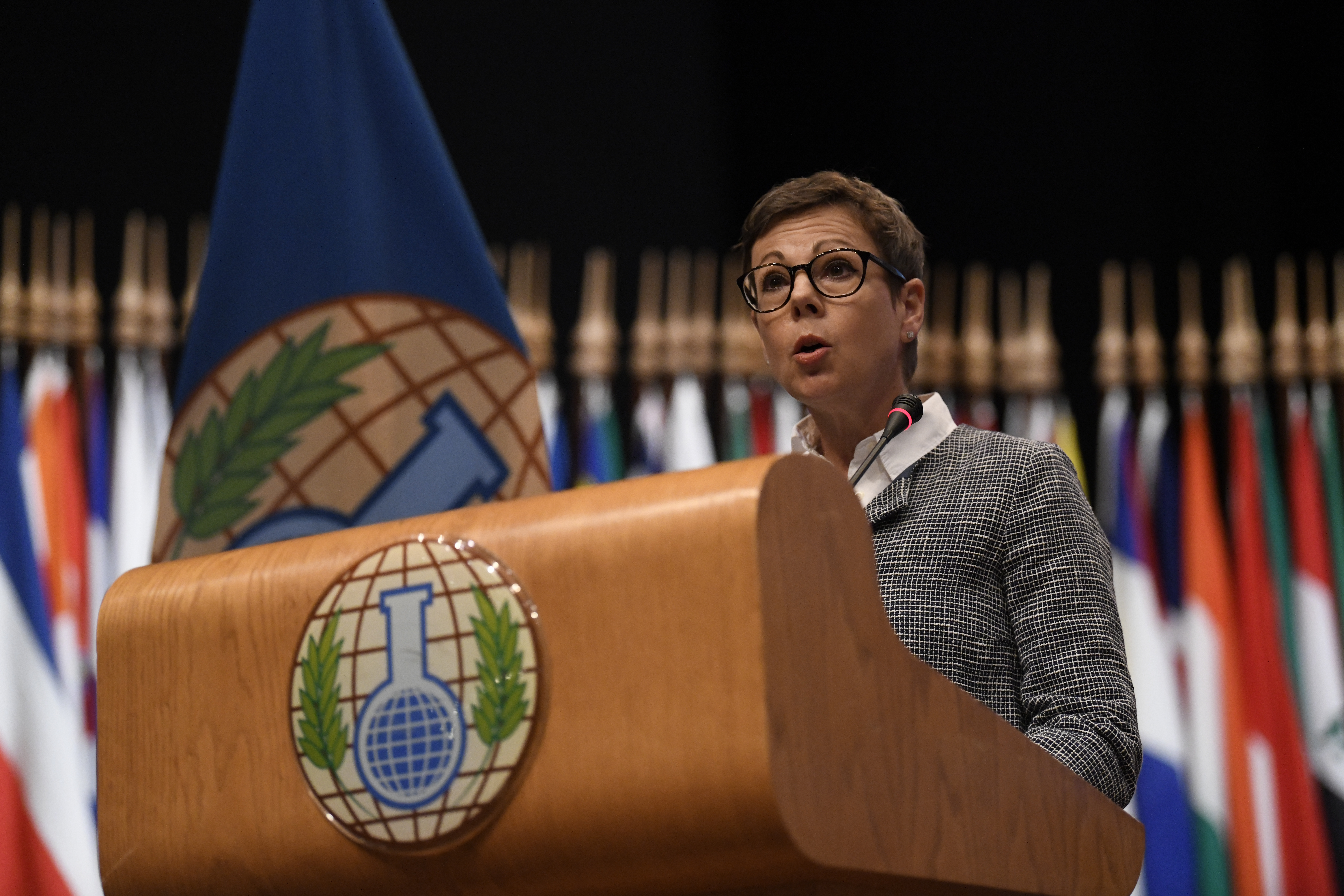
Krystyna Marty (2018)

Krystyna Marty Lang (* 1966 in Durban/Südafrika; heimatberechtigt in Berneck/SG) ist eine Schweizer Diplomatin. Seit dem 1. Januar 2021 ist sie die Schweizer Botschafterin in Russland.

## Leben und Wirken
Krystyna Marty verbrachte ihre ersten Lebensjahre in Afrika und Südostasien. Sie studierte Sinologie, Geschichte und Völkerrecht an der Universität Zürich und schloss das Studium 1993 ab. In der Folge war sie als Delegierte des Internationalen Komitees des Roten Kreuzes (IKRK) in Sri Lanka und Bosnien-Herzegowina im Einsatz. 1996 trat sie in den diplomatischen Dienst des EDA ein. Ihre diplomatische Ausbildung absolvierte sie im ehemaligen Integrationsbüro und der Schweizer Botschaft in Neu Delhi, Indien. Danach war sie in Bern für die Direktion für Entwicklung und Zusammenarbeit (DEZA) und die UNO-Koordination tätig. Im Juli 2002 nahm Krystyna Marty ihre Funktion als stellvertretende Missionschefin der Schweizer Botschaft in Taschkent/Usbekistan, wo sie die bilateralen Beziehungen mit Usbekistan, Kirgistan und Tadschikistan betreute. Im August 2007 übernahm sie die Funktion der Leiterin der Wirtschafts- und Handelsabteilung der Schweizer Botschaft in Beijing, im April 2009 wurde sie zur stellvertretenden Missionschefin der Botschaft, die für die Beziehungen mit China, der Mongolei und Nordkorea zuständig ist. Mitte September wurde Krystyna Marty zur Botschafterin der Schweiz in Kosovo. 2016 ernannte der Bundesrat Krystyna Marty zur stellvertretenden Staatssekretärin und stellvertretenden Leiterin der Politischen Direktorin im Eidgenössischen Departement für auswärtige Angelegenheiten EDA. Vom 1. Januar bis 31. Dezember amtierte sie als Staatssekretärin und Leiterin der Politischen Direktorin ad interim. Seit dem 1. Januar 2021 ist sie die Schweizer Botschafterin in Russland. 
Krystyna Marty ist verheiratet und hat einen Sohn.